# José Zepeda
José Zepeda (* 1784 in León (Nicaragua); † 25. Januar 1837 ebenda) war Supremo Director der Provinz Nicaragua.

## Leben
Colonel Zepeda leistete im Unabhängigkeitskrieg unter José Francisco Morazán Quezada wesentliche Dienste. Er nahm an den Schlachten von La Trinidad (Nicaragua), Belén Gualcho, Olancho und San Pedro Perulapán teil.
In José Núñez’ Amtszeit vom 10. März 1834 bis zum 23. April 1835 war er stellvertretender Supremo Director. Am 21. Februar 1835 erklärte ihn das Parlament zum gewählten Supremo Director. Er trat sein Amt am 23. April 1835 an und José Núñez wurde sein Stellvertreter. In seiner Amtszeit wurden die Staatsfinanzen geregelt, die Universitäten von León und
Granada (Nicaragua) reformiert, öffentliche Straßen ausgebaut, ein Strafgesetzbuch erlassen, das Oberste Gericht reformiert, eine Rechnungshof gegründet und Rivas zur Stadt aufgewertet.
In León wurden im April 1833 die La Opinion Publica und im August 1835 der Telegrafo Nicaraguense als erste Zeitungen Nicaraguas mit einer gewissen Regelmäßigkeit verlegt.
Der Herausgeber des  Telegrafo Nicaraguense war Hermenegildo Zepeda Fernández.
Seine Regierung erlaubte Manuel Quijano y García und weiteren nach Nicaragua exilierten Costaricensern 1836 eine Invasion in Costa Rica vorzubereiten, welche von den Behörden in Liberia Guanacaste niedergeschlagen wurde.
Zepeda und Coronel Román Balladares wurden am 25. Januar 1837 bei einem Aufstand ermordet.
Daraufhin wurde Núñez wieder Supremo Director und ließ den Leiter der Leibwache, Braulio Mendiola füsilieren, da er José Zepeda getötet hatte.
Zepeda und Román Balladares liegen auf dem Cementerio de Guadalupe in León.